# Mäntyniemi
Mäntyniemi (Fins) of Talludden (Zweeds) in Helsinki is de officiële residentie van de president van Finland sinds 1993. Het is een van de drie paleizen van de president samen met het Presidentieel paleis in Helsinki en Kultaranta in Naantali.
Voor 1993 woonden de presidenten afwisselend in het presidentieel paleis en de villa Tamminiemi, die sinds 1940 diende als woning voor de president. Toen president Urho Kekkonen in 1981 aftrad schonk de Finse regering hem Tamminiemi en werd besloten een nieuwe presidentiële residentie te bouwen. In 1983 werd de 28.000 m² land opgekocht in het westen van Helsinki voor de bouw van dit paleis. Na een architectuurcompetitie kregen de architecten Reima en Raili Pietilä de opdracht om het nieuwe gebouw te ontwerpen. De bouw begon in 1989 en het gebouw opende in 1993. Aan de muur in het interieur hangt het zevendelige reliëf Jäävirta ("IJsstroom") van Rut Bryk.
De eerste president die er woonde was Mauno Koivisto. Het gebouw is in gebruik geweest bij iedere president sindsdien.